# Eberhard Bay
Eberhard Bay (* 12. Dezember 1908 in Tübingen; † 1. Mai 1989 in Düsseldorf) war ein deutscher Neurologe und Hochschullehrer.

## Leben und Werk
Nach dem Medizinstudium und der Facharztweiterbildung habilitierte sich Bay 1940 in Berlin. Bay wurde mindestens einmal als Gutachter zu einem Erbgesundheitsgerichtsprozess hinzugezogen.
1948 wurde er zum außerplanmäßigen Professor ernannt und erhielt 1955 den Ruf auf den Lehrstuhl für Neurologie an der Medizinischen Akademie (später Universitätsklinik) Düsseldorf.
Bay war u. a. von 1963 bis 1964 Vorsitzender der Deutschen Gesellschaft für Neurologie und von 1967 bis 1969 Vorsitzender der Deutschen Sektion der ILAE (seit 2004: Deutsche Gesellschaft für Epileptologie). 1969 wurde Eberhard Bay zum Mitglied der Leopoldina gewählt.

## Schriften
- Die Praxis der Erkennung und Beurteilung von Hirnverletzungen. Springer, Berlin, Heidelberg 1941
- Die traumatischen Hirnschädigungen. In: Jung R. et al. (Hrsg.): Neurologie. Handbuch der Inneren Medizin, 5, Springer, Berlin, Heidelberg 1953, S. 2883–2942